# 임하당 신후명 고문서
임하당 신후명 고문서(林下堂 申厚命 古文書)는 대한민국 경상북도 문경시 마성면 오천1리에 있는 고문서이다. 2010년 4월 5일 경상북도의 유형문화재 제422호로 지정되었다.

## 지정 사유
이번에 문화재로 지정 신청된 고문서는 17세기 후반의 문신이었던 신후명과 관련된 簡札, 敎旨, 祿牌, 戶口單子, 分財記, 諭書, 敎書, 有旨, 解由文書 등 一括 문서이다. 申厚命(1638~1701)의 본관은 平山이며, 1666년(현종 7)에 별시문과에 급제하여 승문원 副正字를 거쳐 호조참판, 충청감사, 경상감사 등을 역임하였다.
신후명과 관련된 이들 고문서 가운데 특히 경기방어사, 평안도병마절도사, 나주목사, 충청도관찰사 등을 역임할 때 국왕이 내린 敎書, 諭書를 비롯하여 簡札, 戶口單子, 分財記 그리고 평안도병마절도사 재직 시 썼던 日記 등은 사료적 가치가 있다. 그리고 고문서 중 많은 부분을 차지하는 敎旨도 신후명 개인의 宦歷을 보여주는 자료로서 의미가 크다. 더구나 평산신씨 문경 입향 및 그 후손과 관련한 고문서가 이와 같이 잘 보존된 사례가 없으므로 신후명과 관련된 고문서를 一括(3冊 201枚)하여 有形文化財로 지정한다.

## 같이 보기
- 신후명

## 참고 자료
- 임하당 신후명 고문서 - 국가유산청 국가유산포털